# Автошлях Т 2313
Автошля́х Т 2313 — територіальний автомобільний шлях в Україні, за маршрутом: Кам'янка — Плужне — Ізяслав — Шепетівка. Проходить територією Шепетівського району Хмельницької області.

## Загальні відомості
Починається в селі Кам'янка Плужненської сільської громади з автошляху Р26, проходить через села Дертка, Сивір, Лісна, М'якоти, Плужне, Борисів, Мокрець, Лютарка, місто Ізяслав, село Припутні, автобусна зупинка «Ізяславська» (Шепетівська міська громада), та закінчується в у місті Шепетівка на автошляху Н25. Від автобусної зупинки «Ізяславська» до міста Шепетівка автошлях суміщений із національним автошляхом Н25.
Основна (проїжджа) частина дороги має ширину 6—7 м, загальна ширина 9—12 м. Покриття — асфальт. Дві ділянки: в селі Лісна (~1,0 км) та Дертка — Кам'янка (~3,5 км) мають щебеневе та вапнякове покриття низької якості.
Загальна довжина — близько 46,7 км.

## Маршрут
| Маршрут автошляху            | Маршрут автошляху        |
| ---------------------------- | ------------------------ |
| Хмельницька область          |                          |
| Шепетівський район           |                          |
| Плужненська сільська громада |                          |
| Кам'янка                     | Р26                      |
| Дертка                       | 3,4 км                   |
| Сивір                        | 4,8 км                   |
| Лісна                        | 6,3 км                   |
| М'якоти                      | 9,3 км                   |
| Плужне                       | 14,0 км                  |
| Борисів                      | 20,3 км                  |
| Ізяславська міська громада   |                          |
| Мокрець                      | 25,3 км                  |
| Новостав                     | 27,2 км                  |
| Лютарка                      | 29,6 км                  |
| Ізяслав                      | 35,0 км Т 1804           |
| Припутенка                   | 41,3 км                  |
| Припутні                     | 43,3 км                  |
| Шепетівська міська громада   |                          |
| Автозупинка «Ізяславська»    | 48,0 км Н25              |
| Шепетівка                    | 52,0 км Н25, Р49, Т 2306 |